# Axoplasma
Axoplasma como é chamado em biologia é o citoplasma contido dentro do axônio. O axoplasma é um fluido viscoso no interior do qual neurotúbulos, neurofilamentos, mitocôndrias e vesículas são grânulos. 